# Tate River
Der Tate River ist ein Fluss in der Region Far North Queensland im Norden des australischen Bundesstaates Queensland.

## Geographie

### Flusslauf
Der Fluss entsteht etwa 120 Kilometer westlich von Innisfail in den Atherton Tablelands, einem Teil der Great Dividing Range, aus dem California Creek und dem Packsaddle Creek. Der Tate River fließt nach Nordwesten und mündet bei Torwood im Norden des Bullinga-Nationalparks in den Lynd River.

### Nebenflüsse mit Mündungshöhen
Er hat folgende Nebenflüsse:
- California Creek – 452 m
- Packsaddle Creek – 452 m
- Martin Creek – 427 m
- Oaky Creek – 423 m
- Billycan Creek – 419 m
- Sandy Tate River – 414 m
- Slaughteryard Creek – 398 m
- Rocky Tate River – 296 m
- Big Black Gin Creek – 239 m
- Saturday Creek – 220 m
- Three Horse Creek – 210 m